# Harry S. New
Harry Stewart New, född 31 december 1858 i Indianapolis, Indiana, död 9 maj 1937 i Baltimore, Maryland, var en amerikansk republikansk politiker. Han var ordförande i republikanernas federala partistyrelse Republican National Committee 1907-1908. New representerade delstaten Indiana i USA:s senat 1917-1923 och tjänstgjorde som USA:s postminister 1923-1929.
New studerade vid Butler University och var därefter verksam som publicist i Indianapolis. Han deltog i spansk-amerikanska kriget i USA:s armé. Han var ledamot av delstatens senat 1896-1900.
New efterträdde 1907 George B. Cortelyou som ordförande i Republican National Committee. Han efterträddes redan följande år av Frank H. Hitchcock.
New besegrade sittande senatorn John W. Kern i senatsvalet 1916. Han förlorade sex år senare i republikanernas primärval mot tidigare senatorn Albert J. Beveridge som i sin tur förlorade själva senatsvalet mot demokraten Samuel M. Ralston. USA:s president Warren G. Harding utnämnde 1923 New till postminister. Han fortsatte i den befattningen under Calvin Coolidge.
News grav finns på Crown Hill Cemetery i Indianapolis.